# Дунда, Иосиф Болеславович
Иосиф Болеславович Дунда (1880, Антолепты, Новоалександровского уезда, Ковенской губ. — 10 мая 1937, Ленинград) — советский изобретатель, главный конструктор 4-го отдела Остехбюро.

## Биография
Литовец, беспартийный. Окончил училище Морского министерства в Санкт-Петербурге. Работал главным конструктором 4-го отдела Особого технического бюро по военным изобретениям специального назначения, занимался изобретательством. За достижение награждён орденом «Красная звезда» (март 1936)

### Репрессии
Арестован 6 ноября 1936 по обвинению во вредительстве. Выездной сессией Военной коллегии Верховного Суда СССР 9 мая 1937 осуждён по статьям 58-7, 58-8, 58-9, 58-11 УК РСФСР и приговорён к высшей мере наказания — расстрелу. Расстрелян на следующий день после вынесения приговора, 10 мая 1937, захоронен в Ленинграде. Впоследствии реабилитирован.

### Адрес
Место проживания: Ленинградская область, город Сестрорецк, Морская улица, дом 11. Сейчас это дом 13/38.